# 小明劍魔
小明劍魔（本名張珩勳，1994年—），為中國遊戲實況主，以《英雄聯盟》英雄「劍魔（亞托克斯）」為暱稱在 Bilibili（帳號 11392602）與鬥魚（ID 1515546）直播。他因直播時的激烈語錄被剪輯成大量迷因，被譽為「迷因製造機」。

## 生平與背景
張珩勳出生於中國海南省五指山市，為黎族人。早期曾擔任 DJ，後專職於《英雄聯盟》直播，其內容涵蓋遊戲操作與情緒表現，累積大批觀眾關注。

## 走紅與迷因現象
2025年初，他直播中多次以「回答我！」「Look in my eyes！」「我老爸得了 MVP！」「怎麼不找找自己問題？」等語句爆紅，被網友剪輯合成成短片迷因，在 YouTube、TikTok、Bilibili 等平台廣泛流傳，並被整理成所謂「小明劍魔聖經」。DailyView 報導稱其直播「金句連發…堪稱『迷因製造機』」。
遊戲角落另指出，部分 Bilibili 上迷因影片遭大量下架，疑因言論可能「踩政治紅線」。

## 爭議與生活披露
2025年4月，小明劍魔坦言其直播收入（約人民幣78萬）大部分交由妻子管理，自己僅存約人民幣500元（約新台幣2000元），引起粉絲關注。同年5月，他透露夫妻暫時分居，資產包含兩台電腦、一輛車及數隻貓，並正考慮讓自己管理部分財務。

## 常見語錄
下列語句經常被引用並形成迷因文化：
- 「回答我！Look in my eyes！Tell me why？」
- 「怎麼不找找自己問題？」
- 「我老爸得了 MVP！」

這些內容被稱為「小明劍魔聖經」。

## 評價與影響
媒體觀察其語句具有強烈感染力與高重複性，被當作「迷因模板」套用於歷史、政治及動畫等二創素材中，也被部分觀眾視為針對社會現象的批判方式。他所創語句被 KEYPO 大數據分析指出為近期熱門網路關鍵字，包含「回答」、「MVP」、「EYES」等，顯示迷因已深入網民日常語境。